# Хром гексакарбоніл
Хром ге́ксакарбоні́л, також відомий як карбоні́л хро́му — хімічна сполука з формулою Cr(CO)6. За стандартних умов — твердий, стійкий на повітрі, легко сублімується. У цій сполуці Хром знаходиться в нульовій валентності. Комплекс — октаедричний із відстанями Cr-C і C-O 1.91 і 1.14 Å відповідно.

## Добування
Добувають відновленням розчину хлориду хрому(III) в бензені алюмінієм в атмосфері монооксиду вуглецю:
{\displaystyle {\mathsf {CrCl_{3}+CO+Al\ {\xrightarrow {140^{o}C,p}}\ Cr(CO)_{6}\downarrow +AlCl_{3}}}}
Можливе також використання триетилалюмінію замість алюмінію.

## Фізичні властивості
Гексакарбоніл хрому утворює діамагнітні безбарвні (білі) кристали ромбічної сингонії, просторова група — Pnma, параметри комірки: a= 1,1769 нм, b= 1,1092 нм, c = 0,6332 нм, Z = 4.
Не розчиняється у воді й метанолі, слабо розчиняється в етанолі, бензені, діетиловому етері.
Розчиняється в тетрахлорметані, хлороформі.
Повільно розкладається на світлі. Швидко розкладається при температурах 130–150 °С, з вибухом при 210 °С. Плавиться при ≈ 150 °С у запаяній трубці.

## Хімічні властивості
Розкладається при нагріванні:
{\displaystyle {\mathsf {Cr(CO)_{6}\ {\xrightarrow {120-200^{o}C}}\ Cr+6CO}}}
Повільно реагує з концентрованими сульфатною кислотою, азотною кислотою, киснем:
{\displaystyle {\mathsf {Cr(CO)_{6}+18HNO_{3}\ {\xrightarrow {}}\ Cr(NO_{3})_{3}+15NO_{2}\uparrow +6CO_{2}\uparrow +9H_{2}O}}}
{\displaystyle {\mathsf {4Cr(CO)_{6}+15O_{2}\ {\xrightarrow {300^{o}C}}\ 2Cr_{2}O_{3}+24CO_{2}}}}
Не розчиняється в соляній кислоті й розкладається хлором:
{\displaystyle {\mathsf {2Cr(CO)_{6}+3Cl_{2}\ {\xrightarrow {\tau }}\ 2CrCl_{3}+12CO\uparrow }}}
З розчинами натрію в рідкому аміаці дає Na2Cr(CO)5. У водних розчинах лугів утворює MI[Cr(СО)5Н] та інші сполуки, наприклад MI2[Cr(СО)3(ОН)3Cr(СО)3Н]:
{\displaystyle {\mathsf {Cr(CO)_{6}+2Na\ {\xrightarrow {-40^{o}C}}\ Na_{2}[Cr(CO)_{5}]+CO\uparrow }}}
{\displaystyle {\mathsf {Cr(CO)_{6}+KOH\ {\xrightarrow {}}\ K[Cr(CO)_{5}H]+CO_{2}\uparrow }}}

## Використання
Використовують для отримання хромових покриттів на металах, кераміці, склі; у виробництві каталізаторів та для синтезу хроморганічних похідних, наприклад бензолтрикарбонілхрому — компонента каталізаторів. Гексакарбоніл каталізує полімеризацію ненасичених вуглеводнів.